# Полное собрание законов Российской империи
«Полное собрание законов Российской империи» (Повне зібрання законів Російської імперії), або ПСЗРИ — найповніша збірка законодавчих актів Російської імперії. Зібрані в цих книгах закони поширювалися на весь устрій державного й суспільного життя Російської імперії. Повне зібрання не слід плутати зі «Зводом законів…» — 16-томним виданням, в якому багато законів (із збереженням тексту кожного окремого параграфа) було зведено в свого роду кодекси, тобто викладалося не в хронологічному, а в систематичному порядку.

## Опис
Складання «Повного зібрання законів…» було викликане ініційованими імператором Миколою I роботами з систематизації законів, що вже були прийняті раніше. Перш ніж приступити до видання зводу чинних законів, необхідно було мати повний перепис законів, яких було багато, та ще й не повністю систематизованих, тому не лише приватні особи, але й чиновники з урядових установ, інколи стикалися з відсутністю вичерпної інформації про вміст права, що діяло.
Рішення про видання «Повного зібрання законів…» було прийняте в 1826 році й проводилося під керівництвом М. М. Сперанського.
До складу «Повного зібрання законів…» передбачалося включити всі чинні й скасовані закони, які було видано з 1649 року, а також судові рішення, що мали важливе значення за цей же період.
Робота по складанню збірки законів йшла впродовж чотирьох років з 25 квітня (7 травня за н. с.) 1826 року до 1 квітня (13 квітня за н. с.) 1830 року, і вже в 1830 році було видано перші примірники «Повного зібрання законів…» за період з 1649 р. по 12 грудня 1825 р. (45 томів).
Потім, «Зібрання законів…» виходило щороку в період 1830—1884 років і загалом містило більш ніж 60 тисяч законодавчих актів з 12 грудня 1825 року до 28 лютого 1881 року (55 томів і покажчики).
«Зібрання законів…» з третього видання виходило щороку до 1916 року й загалом включало більш ніж 40 тисяч законодавчих актів, прийнятих в період з 1 березня 1881 до кінця 1913 (33 томи).
Акти, які було включено до трьох видань «Повного зібрання законів…», мали крізну п'ятизначну нумерацію. Кожне «Зібрання законів…» складалися з двох частин: перша містила власне тексти, а друга — різного роду табличні матеріали (штати, табелі, фінансові розписи) та таке інше.
«Повне зібрання законів…» за кожен окремий рік, зазвичай, видавалися з трирічним запізненням. Оперативна публікація законодавчих актів здійснювалася в періодичних виданнях таких як Собрание узаконений и распоряжений правительства.

## Видання
- Полное собрание законов Российской империи. Все собрания. Российская национальная библиотека. Процитовано 7 квітня 2011.{{cite web}}:  Обслуговування CS1: Сторінки з параметром url-status, але без параметра archive-url (посилання)
- Полное собрание законов Российской Империи. Собрание Первое. 1649—1825 гг. (в 45 томах). Россия в подлиннике. АНО «Руниверс». Архів оригіналу за 12 листопада 2011. Процитовано 2011-04-07 не работает.
- Полное собрание законов Российской Империи. Собрание Второе. 12 декабря 1825 — 28 февраля 1881 г (в 55 томах). Россия в подлиннике. АНО «Руниверс». Процитовано 7 квітня 2011.{{cite web}}:  Обслуговування CS1: Сторінки з параметром url-status, але без параметра archive-url (посилання)
- Полное собрание законов Российской Империи. Собрание Третье. 01.03.1881—1913 г. (в 33 томах). Россия в подлиннике. АНО «Руниверс». Процитовано 7 квітня 2011.{{cite web}}:  Обслуговування CS1: Сторінки з параметром url-status, але без параметра archive-url (посилання)

### Монографії. Статті
- Томсинов В. А. Создание «Полного собрания законов» и «Свода законов» Российской империи // Юридическое образование и юриспруденция в России в первой четверти XIX века. Москва: Зерцало-М, 2011. С. 237—278.

### Довідники
- Шандра В. С. Полное собрание законов Российской империи // Енциклопедія історії України : у 10 т. / редкол.: В. А. Смолій (голова) та ін. ; Інститут історії України НАН України. — К. : Наукова думка, 2011. — Т. 8 : Па — Прик. — С. 347. — ISBN 978-966-00-1142-7.
- Основні державні закони Російської імперії // Юридична енциклопедія : [у 6 т.] / ред. кол.: Ю. С. Шемшученко (відп. ред.) [та ін.]. — К. : Українська енциклопедія ім. М. П. Бажана, 2002. — Т. 4 : Н — П. — 720 с. — ISBN 966-7492-04-4.
- Повне зібрання законів Російської імперії // Юридична енциклопедія